# Hans Donauer
Hans Donauer   (Múnic, 1521 (Gregorià) - Múnic, 1596) va ser un pintor renaixentista alemany. De vegades és conegut com a Hans Donauer el Vell. El seu cognom de vegades s'escriu Thonauer o Thunauer.

## Biografia

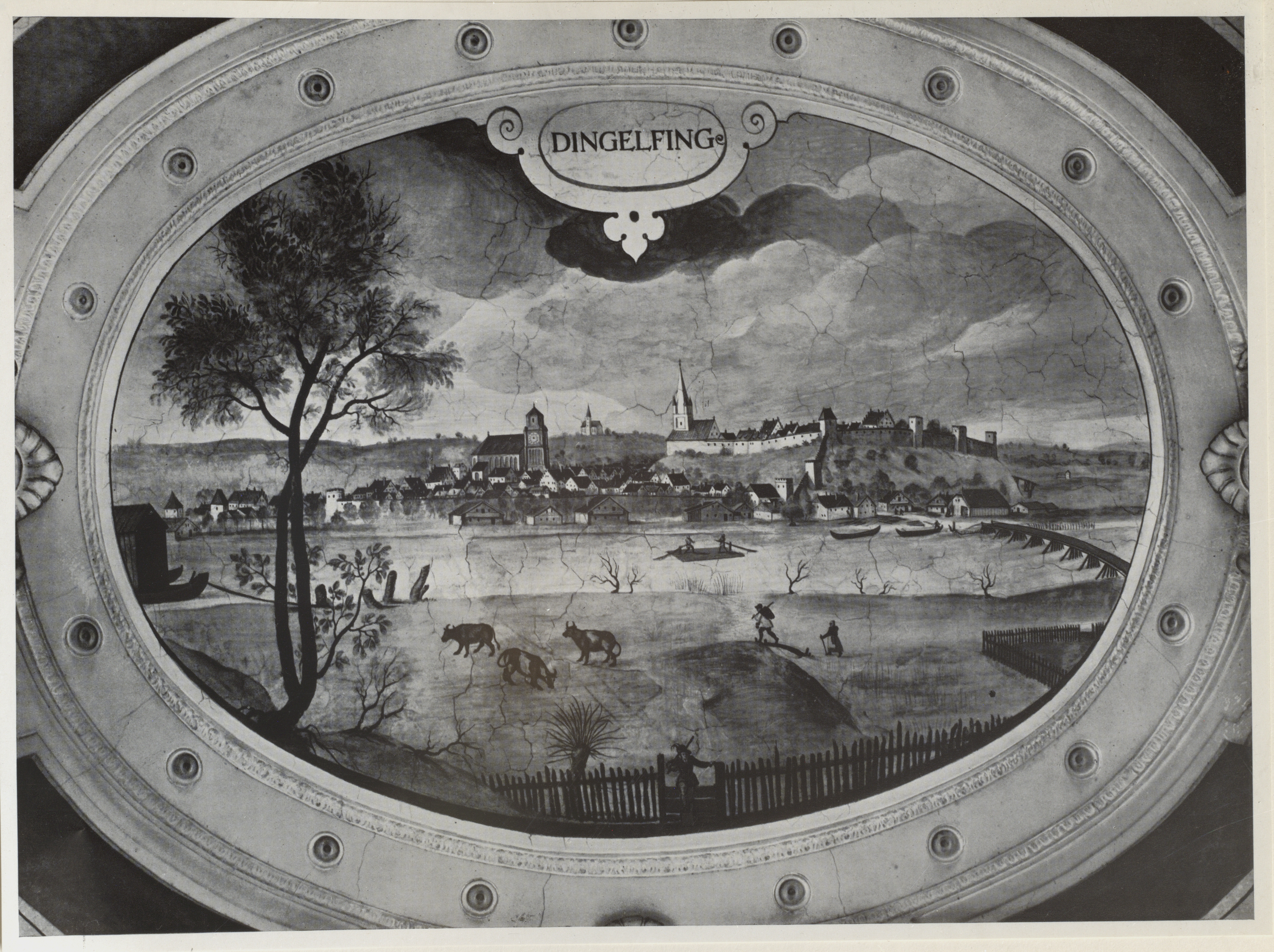
Pintura al fresc a l’Antiquarium, Munich Residenz de Donauer que mostra la ciutat de Dingolfing (aquí amb l'ortografia antiga Dingelfing), Bavièra. Aquest és un dels més de 100 frescos de Donauer de ciutats i castells de Baviera, tots a l'Antiquarium.

No se sap res de l'educació de Donauer. Va fer un fris de déus per al duc Albrecht V a la sala de ball del palau de Dachau . No s'han conservat les seves pintures a l'església del castell. Segons Karel van Mander va ser el mestre de Hans Rottenhammer.
Va ser mestre des de 1567 i el 1568 va entrar al servei del príncep hereu Guillem, que el va enviar a Roma el 1569, on havia d'adquirir peces per a la cambra d'art del príncep hereu. Després va treballar en els frescos de la sala dels cavallers del castell de Trausnitz fins al 1573.
El 1574 va rebre l'encàrrec de preparar les noces del comte palatí Philipp Ludwig a Neuburg an der Donau . Entre altres coses, va dissenyar el torneig de noces. El 1576 va tornar a Munic. El 1575/76 va crear els dos globus a la Biblioteca Estatal de Baviera i el 1577 la volta de la Neue Veste.
Donauer va continuar treballant de diferents maneres. Va dissenyar els decorats del drama jesuïta Hester i el 1578 va dissenyar vestits i banderes de torneig per al duc Ferran. Des de 1584 va pintar les finestres de l'Antiquarium de la Residència de Munic. Aquí va crear la sèrie més antiga de vistes de ciutats bavareses, un total de 102 vistes de ciutats, mercats i castells de Baviera, de les quals Carl August Lebschee en va reproduir 36 a l'aquarel·la.
El 1588 va participar en l'equipament de la flota bavaresa al llac Starnberg.
Segons la RKD també va ser professor del pintor Kaspar Amort.